# Nuklidkarta

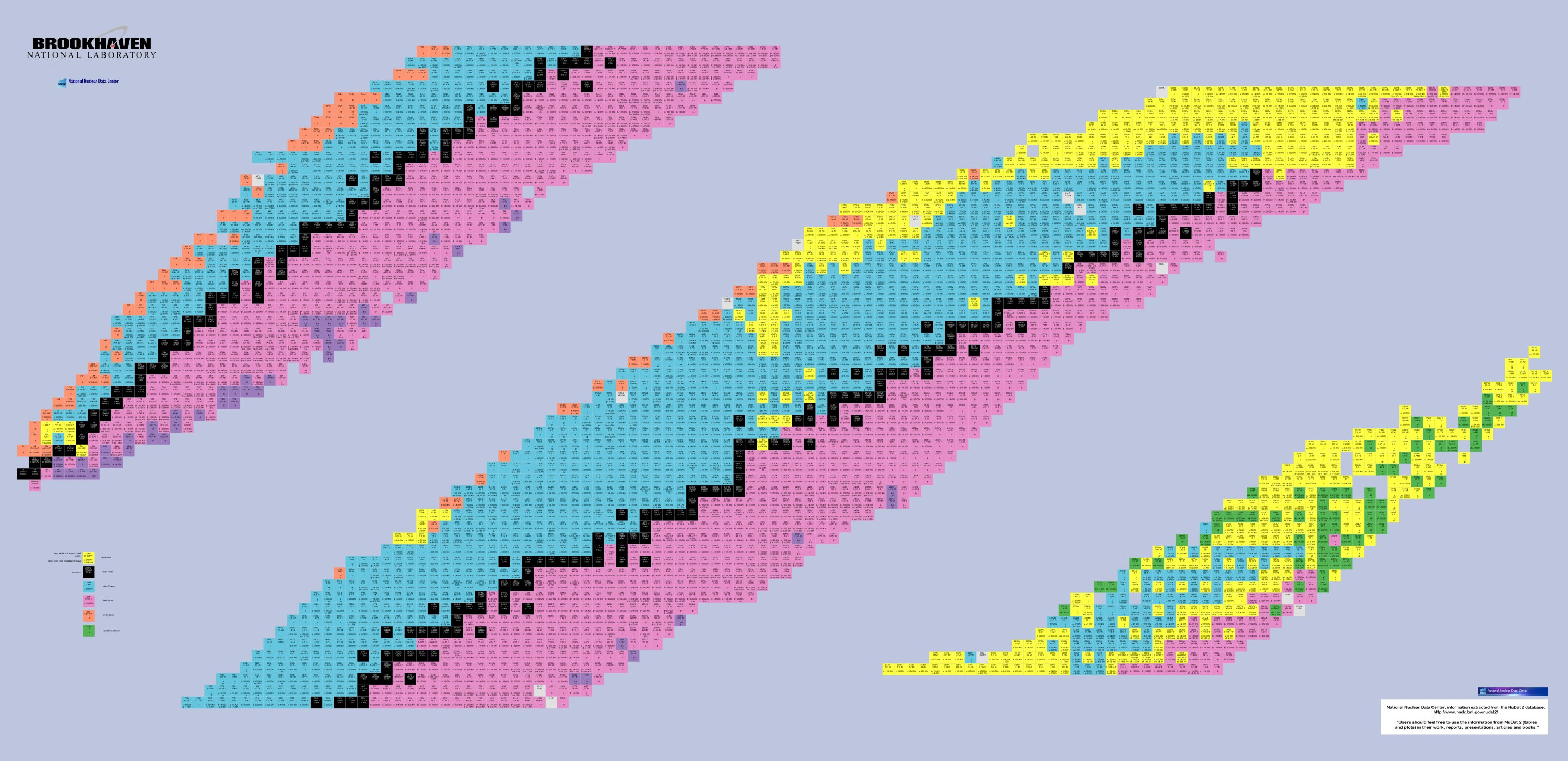
Nuklidkarta.

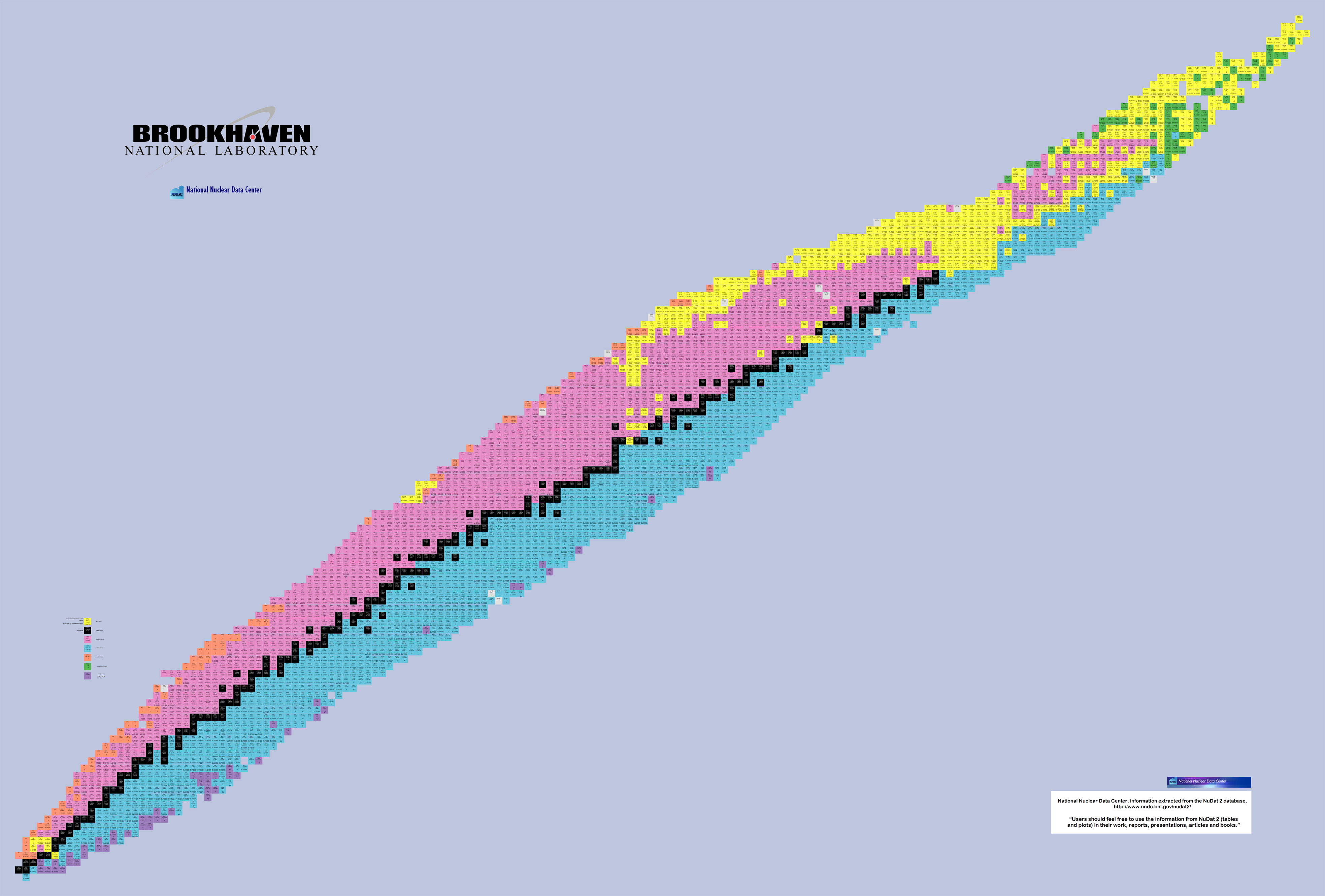
Nuklidkarta (k).

En nuklidkarta (även kärnschema) är en grafisk representation där olika nuklider ordnats på så vis att x-axeln anger antal neutroner medan y-axeln anger antal protoner. Antalet protoner definierar vilket grundämne det rör sig om och kombinationen av antal neutroner och protoner definierar vilken isotop det rör sig om.  

## Skillnad mot periodiska systemet
Nuklidkartans sätt att organisera nukliderna ger mycket bättre förståelse för olika isotopers karaktär än det mer välkända periodiska systemet. En nuklidkarta skiljer mellan olika isotoper av samma element, medan detta inte görs i periodiska systemet. Den klassificerar nämligen elementen endast efter kemiska egenskaper, och isotoper av samma element skiljer sig inte åt kemiskt.

## Trender i nuklidkartan
- Isotoper - Nuklider som ligger på samma horisontella linje, det vill säga har samma antal protoner, eller som alla är samma kemiska element. Till exempel Kol-13 och Kol-14
- Isotoner - Nuklider som ligger vertikala linje, det vill säga som har samma antal neutroner. Till exempel Kol-12 och Bor-11.
- Isobarer - Nuklider som är ligger på samma diagonal (vänster-upp till höger-ner), det vill säga nuklider som har samma masstal. Till exempel Kol-12 och Bor-12.